# Seznam angleških geologov
Seznam angleških geologov.

## A
- David T. Ansted

## B
- William Barlow
- Thomas Belt
- Etheldred Benett
- John Jeremiah Bigsby
- Edward William Binney
- Thomas George Bonney
- Henry William Bristow
- William Buckland

## C
- William Branwhite Clarke
- William Daniel Conybeare
- Joseph George Cumming

## D
- Henry De la Beche

## E
- Philip de Malpas Grey Egerton
- John Evans (arheolog)

## F
- John Farey starejši
- Robert Were Fox

## G
- Henry Haversham Godwin-Austen
- Robert Alfred Cloynes Godwin-Austen
- Alexander Henry Green
- George Bellas Greenough

## H
- William John Hamilton
- Robert Harkness
- John Stevens Henslow
- William Jory Henwood
- William Hopkins
- Robert Hunt

## J
- Thomas Rupert Jones
- Joseph Beete Jukes

## K
- John Kidd

## L
- Charles Lapworth
- William Lonsdale
- Charles Lyell

## M
- Drummond Hoyle Matthews (1931 - 1997)
- John Milne
- John Michell (1724 - 1793)

## P
- James Parkinson
- William Phillips (geolog)

## R
- Colin Reader
- Frank Rutley
- Graham Ryder

## S
- George Julius Poulett Scrope
- Alfred Richard Cecil Selwyn (1824 - 1902)
- Daniel Sharpe
- William Smith
- Thomas Sopwith
- Henry Clifton Sorby
- Thomas Abel Brimage Spratt
- Nevil Story Maskelyne
- Hugh Edwin Strickland
- William Samuel Symonds

## T
- Jethro Teall
- Joshua Trimmer

## W
- George Robert Waterhouse
- Thomas Webster (geolog)
- John Whitehurst
- John Woodward (prirodoslovec)
- Henry Woodward (geolog)
- Samuel Woodward